# Grubišići (ruralna cjelina)
Ruralna cjelina Grubišići, ruralna cjelina unutar područja Grada Trilja.

## Povijest
Oblikovala se je u 19. stoljeću. Zaseok Grubišići pripada općini Trilj te se nalazi na području naselja Ljut. Zaseok se formirao na padinama brežuljka tako da je zastićen od sjevernih vjetrova s okolnih planina. Od stambenih kuća prema zapadu pruža se polje koje sa zaseokom čini jedinstvenu prostornu cjelinu. Grubišići su sačuvali tradicijsku strukturu naselja i oblikovanje kuća, upotrebu tradicijskih materijala uz minimalne intervencije suvremenim materijalima. Zaseok s pripadajućim obradivim površinama te okruženjem niskih krševitih brežuljaka predstavlja područje visoke ambijentalne vrijednosti.

## Zaštita
Pod oznakom Z-5419 zavedena je kao nepokretno kulturno dobro - kulturno-povijesna cjelina, pravna statusa zaštićena kulturnog dobra, klasificirano kao "kulturno-povijesna cjelina".